# M22 (天体)
座標:  18h 36m 23.94s, −23° 54′ 17.1″
M22 (NGC 6656) は、いて座にある球状星団。

## 概要
黄道から1度と離れていないため、しばしば惑星による掩蔽を観測できる。
明るさはM13に匹敵し、条件が良ければ肉眼でも確認できる。双眼鏡でもまるく明るく見える。口径8cm程度の望遠鏡で明るいので倍率を上げてみるとバラバラと周辺部の星が見え、また中央部の星も見え始める。中央部の星を分離するには口径15cm程度の望遠鏡が必要である。口径30cm以上では全ての星がつぶれず分離して見ることができる。見え方が空の条件にかなり影響を受ける天体で、条件さえ良ければ小口径でもかなり見応えのある姿を見ることができる。
赤外線天文衛星IRASの観測で、この星団の中に惑星状星雲が発見されている。これはM15に次いで、球状星団としては2番目の発見例である。
1999年2月から6月にかけて、この星団の前を横切る惑星サイズの天体による重力マイクロレンズ効果がハッブル宇宙望遠鏡によって観測されている。

## 観測史
エドモンド・ハレーは、1665年8月26日にドイツの天文学者ヨハン・アブラハム・イーレが土星の遠日点近くでの動きを観測していたときに発見した、としている。ウィリアム・ヘンリー・スミスは、1665年以前にヨハネス・ヘヴェリウスによって発見されていたという説を提示したが、イーレとヘヴェリウスは親しく連絡を取っており、スミスの説の信憑性は低い。1716年にハレーは「この星団は冬至点に近く、小さくてよく輝く」と記している。ケネス・グリン・ジョーンズは「ゆがんでいる軸は眼視と写真とは異なる」と主張している。